# Ceratostylis brevicostata
Ceratostylis brevicostata är en orkidéart som beskrevs av Johannes Jacobus Smith. Ceratostylis brevicostata ingår i släktet Ceratostylis och familjen orkidéer. Inga underarter finns listade i Catalogue of Life.